# Ulimang
Ulimang – miejscowość w Palau; na wyspie Aimeliik; 121 mieszkańców (2006). Ośrodek turystyczny. Stolica okręgu o tej samej nazwie.